# Mairie de Pampelune
 (février 2023).
Si vous disposez d'ouvrages ou d'articles de référence ou si vous connaissez des sites web de qualité traitant du thème abordé ici, merci de compléter l'article en donnant les références utiles à sa vérifiabilité et en les liant à la section « Notes et références ».

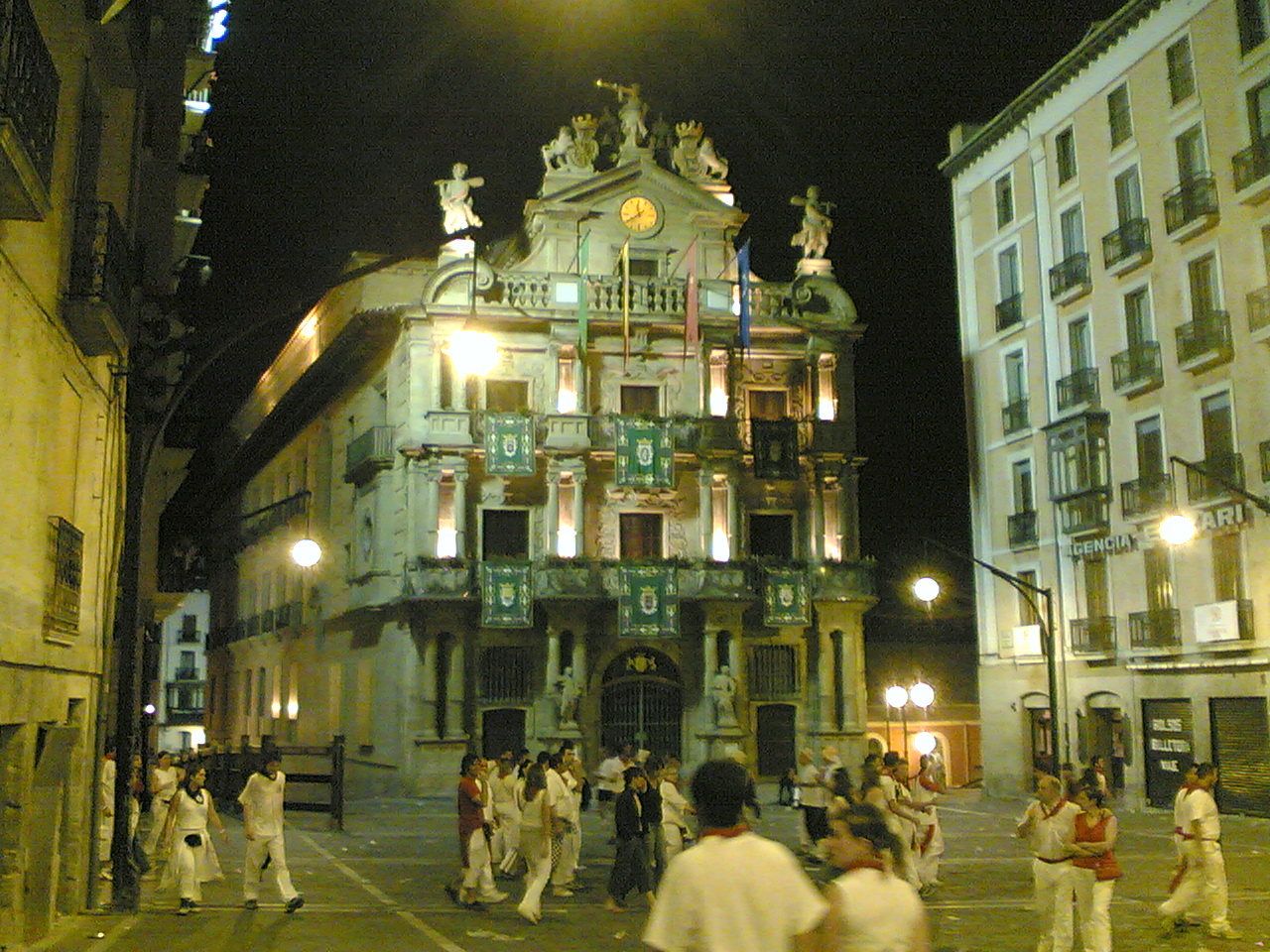
La mairie de Pampelune pendant les Sanfermines.

Logo de la mairie de Pampelune.

La mairie de Pampelune (en espagnol : Ayuntamiento de Pamplona, en basque : Iruñeko Udala) est l'institution élue qui dirige l'administration de la ville de Pampelune, capitale de la Navarre, en Espagne.
Elle est présidée par le maire de Pampelune, qui, depuis 1979 est démocratiquement choisi par suffrage universel. La ville est dirigée depuis les élections de 2023 par Cristina Ibarrola (Union du peuple navarrais) et est dirigée par la droite navarriste (UPN et CDN) depuis 1987 (à l’exception de la période 2015-2019). 
Le siège est invité dans la Plaza Consistorial, dans le Casco Antiguo, qui est le lieu depuis lequel on lance le chupinazo qui lance les fêtes de San Fermín chaque année le 6 juillet à 12:00 heures.

## L'édifice
La situation du bâtiment a été disposée en 1423 par disposition du Privilège de l'Union l'unification et la pacification de Pampelune par Charles III de Navarre. Il était situé dans un lieu sans construction et équidistant des différentes Bourgades de Pampelune.
Dans cette même situation plusieurs bâtiments se sont succédé. En 1753 on a ainsi démoli ce qui était ancien et commencé à construire du nouveau par l'architecte Juan Miguel Goyeneta et une façade de style Rococo de José Zay y Lorda effectuée en 1755, mais qui dans la haute partie a été modifiée un an plus tard par Juan Lorenzo Catalán. Cette façade est la seule chose qui reste du bâtiment de l'époque. Toutefois il a un goût baroque dans quelques détails comme le balcon de fer et les sculptures faisant allusion à la Prudence, la Justice, Hércules et la Fama.
L'intérieur du bâtiment a été complètement démoli, en disparaissant un splendide escalier baroque de José Mazal, et reconstruit en 1951 sous la direction de l'architecte José Yárnoz Orcoyen.

## Organes du gouvernement
Les organes d'une plus grande responsabilité sont le maire et les membres de la Junte du gouvernement local. Les organes directeurs sont les coordinateurs généraux de chaque secteur, les directeurs généraux responsables de chacun des grands secteurs, le titulaire de l'organe de soutien à la Junte du gouvernement local et au conseiller-secrétaire de cette Junte, le titulaire de l'assessorat juridique, le Secrétaire général de la Séance plénière, le vérificateur général municipal et, le cas échéant, le titulaire de l'organe de gestion fiscale. En outre, ont une considération d'organes les directeurs les titulaires des maximaux organes de direction des organismes autonomes et des organismes publics patronaux locaux. Les organes complémentaires sont les Conseillers Délégués et la Junte des porte-parole.
- Séance plénière
- Commissions
- Secrétaire Général de l'assemblée plénière
- Maire
- Les Lieutenants du maire
- Ensemble du Gouvernement Local
- Secrétariat de la Junte du gouvernement local
- Organe de soutien à la Junte du gouvernement local
- Secteurs
- Assessorat Juridique
- Conseil Social de la Ville
- Commission Spéciale Suggestions et de Réclamations
- Commission Spéciale des Comptes
- Ensemble des Achats

## Conseillers
La mairie de Pampelune est composée de 27 conseillers, élus au suffrage universel tous les quatre ans. La répartition actuelle des conseillers, après les élections de mai 2023, est la suivante :
| Parti                                  | Conseillers |
| -------------------------------------- | ----------- |
| Union du peuple navarrais (UPN)        | 9           |
| EH Bildu (Bildu)                       | 8           |
| Parti socialiste de Navarre (PSN-PSOE) | 5           |
| Parti populaire (PP)                   | 2           |
| Geroa Bai (GB)                         | 2           |
| Contigo Navarra (CN)                   | 1           |

## Commissions
- Commission des Services Citadins
- Commission de l'Urbanisme
- Commission de Présidence et Comptes

## Organismes autonomes
- Organisme Autonome des Écoles Infantiles Municipales
- Gestion de l'Urbanisme

## Services municipaux
- Commerce et Tourisme
- Conservation Urbaine
- Culture
- Économie
- Education, Jeunesse et Sport
- Environnement et Sanitaire
- Participation Citadine
- Présidence
- Protection Citadine
- Projets Stratégiques et Travaux
- Services Sociaux et Femmes
- Urbanisme et Habitation

## Maires
Liste des maires de Pampelune de la démocratie espagnole.
| 1976-1976   | Francisco Javier Erice Cano | PSE-EE/PSOE |
| 1976-1977   | Tomás Caballero Pastor      | FNI         |
| 1979-1983   | Julián Balduz Calvo         | PSN-PSOE    |
| 1983-1987   | Julián Balduz Calvo         | PSN-PSOE    |
| 1987-1991   | Javier Chourraut Burguete   | UPN-PP      |
| 1991-1995   | Alfredo Jaime Irujo         | UPN-PP      |
| 1995-1999   | Javier Chourraut Burguete   | CDN         |
| 1999-2003   | Yolanda Barcina             | UPN-PP      |
| 2003-2007   | Yolanda Barcina             | UPN-PP      |
| 2007-2011   | Yolanda Barcina             | UPN-PP      |
| 2011-2015   | Enrique Maya                | UPN-PP      |
| 2015-2019   | Joseba Asirón               | EH Bildu    |
| 2019-2023   | Enrique Maya                | UPN         |
| 2023        | Cristina Ibarrola           | UPN         |
| depuis 2023 | Joseba Asirón               | EH Bildu    |

## Élections
| ÉLECTIONS 1976                                                                                   | Parti       | %     | Conseillers |
| ------------------------------------------------------------------------------------------------ | ----------- | ----- | ----------- |
| Pampelune 165 470 inscrits (27 conseillers) Total votants: Abstention: Votes Blancs: Votes Nuls: | PSE-EE/PSOE | 23,93 | 7           |
| Pampelune 165 470 inscrits (27 conseillers) Total votants: Abstention: Votes Blancs: Votes Nuls: | UCD         | 22,89 | 7           |
| Pampelune 165 470 inscrits (27 conseillers) Total votants: Abstention: Votes Blancs: Votes Nuls: | HB          | 20,16 | 6           |
| Pampelune 165 470 inscrits (27 conseillers) Total votants: Abstention: Votes Blancs: Votes Nuls: | UPN         | 15,10 | 5           |
| Pampelune 165 470 inscrits (27 conseillers) Total votants: Abstention: Votes Blancs: Votes Nuls: | PNV         | 6,20  | 2           |
|                                                                                                  |             |       |             |

MAIRE : FRANCISCO JAVIER ERICE CANO (PSE-EE/PSOE)
Il a été le premier maire de Pampelune de la démocratie, après la dictature de Franco. Son mandat a été très court, du 1er février au 10 octobre 1976. Il a été le candidat et parti plus voté (Partido Socialista d'Euskadi-Euskadiko Ezkerra/Partido Socialista Obrero espagnol) puisque jusqu'en 1983, les socialistes navarrais étaient affiliés aux socialistes basques, jusqu'à ce qu'en 83, on créé le Partido Socialista de Navarre (PSN-PSOE).
Il a été écarté par le gouverneur civil de la province pour une présumée infraction de prévarication, bien qu'en réalité on doit attribuer à l'élection d'Erice comme étant le premier maire de Pampelune ouvertement antifranquiste et démocrate social. Son successeur a été Tomás Caballero, du parti indépendant de centre FNI (Frente Navarro Independiente), et choisi Caballero comme maire par Erice.
| ÉLECTIONS 1979                                                                                   | Parti | %     | Conseillers | +/- |
| ------------------------------------------------------------------------------------------------ | ----- | ----- | ----------- | --- |
| Pampelune 179 721 inscrits (27 conseillers) Total votants: Abstention: Votes Blancs: Votes Nuls: | UCD   | 23,92 | 8           | +   |
| Pampelune 179 721 inscrits (27 conseillers) Total votants: Abstention: Votes Blancs: Votes Nuls: | HB    | 22,89 | 7           | +   |
| Pampelune 179 721 inscrits (27 conseillers) Total votants: Abstention: Votes Blancs: Votes Nuls: | PSOE  | 17,16 | 5           | -   |
| Pampelune 179 721 inscrits (27 conseillers) Total votants: Abstention: Votes Blancs: Votes Nuls: | UPN   | 15,10 | 5           | =   |
| Pampelune 179 721 inscrits (27 conseillers) Total votants: Abstention: Votes Blancs: Votes Nuls: | PNV   | 6,20  | 2           | =   |
|                                                                                                  |       |       |             |     |

MAIRE: JULIÁN BALDÚZ CALVO (PSOE)
Dans les élections de 1979, UCD, le parti du président Adolfo Suárez, a été élu, en obtenant 8 conseillers municipaux. Le second poste, a été pour Herri Batasuna, avec 7.
Ensuite, comme troisième force avec 5, le PSOE. Après ce parti, l'UPN 5 et finalement PNB 2.
Les socialistes sont arrivés à la mairie grâce aux votes et aux soutiens reçus du groupe de politiciens de gauches et nationalistes, après une situation compliquée le PSOE refusant de soutenir le candidat au mandat de HB (Herri Batasuna) Patxi Zabaleta. Ce groupe a marqué la surprise dans la nuit électorale en restant à moins de 1 000 voies du parti UCD.
Balduz est devenu le maire de Pampelune le plus jeune (32 ans).
| ELECCIONES 1983                                                                                  | Partido   | %     | Concejales | +/- |
| ------------------------------------------------------------------------------------------------ | --------- | ----- | ---------- | --- |
| Pampelune 183 927 inscrits (27 conseillers) Total votants: Abstention: Votes Blancs: Votes Nuls: | PSN-PSOE  | 35,18 | 11         | +   |
| Pampelune 183 927 inscrits (27 conseillers) Total votants: Abstention: Votes Blancs: Votes Nuls: | UPN       | 22,75 | 7          | +   |
| Pampelune 183 927 inscrits (27 conseillers) Total votants: Abstention: Votes Blancs: Votes Nuls: | HB        | 14,12 | 4          | -   |
| Pampelune 183 927 inscrits (27 conseillers) Total votants: Abstention: Votes Blancs: Votes Nuls: | AP-PDP-UL | 13,64 | 4          |     |
| Pampelune 183 927 inscrits (27 conseillers) Total votants: Abstention: Votes Blancs: Votes Nuls: | PNV       | 6,23  | 1          | -   |
|                                                                                                  |           |       |            |     |

MAIRE: JULIÁN BALDÚZ CALVO (PSN-PSOE)
En 1983, Julian Balduz a été réélu comme maire, pour le PSN-PSOE, parce que durant cette année le Parti Socialiste de Navarre obtient l'autonomie dans le PSOE. Son étape durant le mandat, le premier démocratiquement élu depuis la Seconde République, est considérée comme une des plus brillantes de Pampelune par l'amélioration et la création de nombreux services (sportifs, sanitaires, éducatifs, espaces verts, …).
On créé, durant cette année, le Partido Socialista de Navarre (PSN-PSOE).
| ELECTIONS 1987                                                                                   | Parti    | % | Conseillers | +/- |
| ------------------------------------------------------------------------------------------------ | -------- | - | ----------- | --- |
| Pampelune 188 716 inscrits (27 conseillers) Total votants: Abstention: Votes Blancs: Votes Nuls: | UPN-PP   |   | 7           | =   |
| Pampelune 188 716 inscrits (27 conseillers) Total votants: Abstention: Votes Blancs: Votes Nuls: | PSN-PSOE |   | 7           | -   |
| Pampelune 188 716 inscrits (27 conseillers) Total votants: Abstention: Votes Blancs: Votes Nuls: | HB       |   | 6           | +   |
| Pampelune 188 716 inscrits (27 conseillers) Total votants: Abstention: Votes Blancs: Votes Nuls: | CDS      |   | 3           |     |
| Pampelune 188 716 inscrits (27 conseillers) Total votants: Abstention: Votes Blancs: Votes Nuls: | EA       |   | 2           |     |
| Pampelune 188 716 inscrits (27 conseillers) Total votants: Abstention: Votes Blancs: Votes Nuls: | AP       |   | 1           |     |
| Pampelune 188 716 inscrits (27 conseillers) Total votants: Abstention: Votes Blancs: Votes Nuls: | UDF      |   | 1           |     |

MAIRE: JAVIER CHOURRAUT BURGUETE (UPN-PP)
Dans les élections de 1987, il y a eu un lien dans le nombre de conseillers municipaux entre les deux premiers groupes municipaux : UPN, sans être encore uni au AP (actuel PP), et le PSN-PSOE.
Le mandat a été pour la liste la plus votée, celle d'UPN, qui a obtenu 150 voies plus que le PSN-PSOE. Son candidat Javier Chourraut a été élu maire.
| ELECTIONS 1991                                                                                   | Parti    | % | Conseillers | +/- |
| ------------------------------------------------------------------------------------------------ | -------- | - | ----------- | --- |
| Pampelune 191 197 inscrits (27 conseillers) Total votants: Abstention: Votes Blancs: Votes Nuls: | UPN-PP   |   | 13          | +   |
| Pampelune 191 197 inscrits (27 conseillers) Total votants: Abstention: Votes Blancs: Votes Nuls: | PSN-PSOE |   | 8           | +   |
| Pampelune 191 197 inscrits (27 conseillers) Total votants: Abstention: Votes Blancs: Votes Nuls: | HB       |   | 4           | -   |
| Pampelune 191 197 inscrits (27 conseillers) Total votants: Abstention: Votes Blancs: Votes Nuls: | EA       |   | 1           |     |
| Pampelune 191 197 inscrits (27 conseillers) Total votants: Abstention: Votes Blancs: Votes Nuls: | IU       |   | 1           | -   |
|                                                                                                  |          |   |             |     |

MAIRE: ALFREDO JAIME IRUJO (UPN-PP)
Le mandat a été pour la liste la plus votée, récemment celle d'UPN, et son candidat, dans ce cas Alfredo Jaime, a été élu maire.
| ELECTIONS 1995                                                                                   | Parti    | % | Conseillers | +/- |
| ------------------------------------------------------------------------------------------------ | -------- | - | ----------- | --- |
| Pampelune 166 106 inscrits (27 conseillers) Total votants: Abstention: Votes Blancs: Votes Nuls: | UPN-PP   |   | 10          | -   |
| Pampelune 166 106 inscrits (27 conseillers) Total votants: Abstention: Votes Blancs: Votes Nuls: | CDN      |   | 6           | +   |
| Pampelune 166 106 inscrits (27 conseillers) Total votants: Abstention: Votes Blancs: Votes Nuls: | PSN-PSOE |   | 5           | -   |
| Pampelune 166 106 inscrits (27 conseillers) Total votants: Abstention: Votes Blancs: Votes Nuls: | IUN-NEB  |   | 3           | +   |
| Pampelune 166 106 inscrits (27 conseillers) Total votants: Abstention: Votes Blancs: Votes Nuls: | HB       |   | 3           | -   |
|                                                                                                  |          |   |             |     |

MAIRE: JAVIER CHOURRAUT BURGUETE (CDN)
Dans les élections de 1995, s'était produite une scission d'UPN, qui a été constituée en partie avec le nom de CDN (Convergencia de Demócratas de Navarre). Sa forte entrée dans la mairie, comme seconde force avec 6 conseillers municipaux, a changé le panorama politique dans la ville et le mandat a été pour son candidat Javier Chourraut, qu'a été choisi maire pour la seconde fois, maintenant avec le nouveau parti.
| ELECTIONS 1999                                                                                   | Parti    | % | Conseillers | +/- |
| ------------------------------------------------------------------------------------------------ | -------- | - | ----------- | --- |
| Pampelune 189 087 inscrits (27 conseillers) Total votants: Abstention: Votes Blancs: Votes Nuls: | UPN-PP   |   | 12          | +   |
| Pampelune 189 087 inscrits (27 conseillers) Total votants: Abstention: Votes Blancs: Votes Nuls: | EH       |   | 6           | +   |
| Pampelune 189 087 inscrits (27 conseillers) Total votants: Abstention: Votes Blancs: Votes Nuls: | PSN-PSOE |   | 4           | -   |
| Pampelune 189 087 inscrits (27 conseillers) Total votants: Abstention: Votes Blancs: Votes Nuls: | CDN      |   | 3           | -   |
| Pampelune 189 087 inscrits (27 conseillers) Total votants: Abstention: Votes Blancs: Votes Nuls: | IUN-NEB  |   | 2           | -   |
|                                                                                                  |          |   |             |     |

MAIRESSE: YOLANDA BARCINA ANGULO (UPN-PP)
UPN est la première force politique dans la mairie de Pampelune avec 12 des 27 conseillers municipaux, la gauche abertzale (EH) est la seconde force puisqu'elle obtient 6 conseillers municipaux, PSOE passe à la troisième force, derrière les abertzales, avec 4, CDN a 3 et IU, 2 conseillers municipaux. Un accord entre UPN et CDN donne le mandat à Yolanda Barcina.
| ELECTIONS 2003 | Parti           | %     | Conseillers | +/- |
| --- | --------------- | ----- | ----------- | --- |
| Pampelune 191 576 inscrits (27 conseillers) Total votants: 103 622 Abstention: 50 292 Votes Blancs: 2 137 Votes Nuls: 5 879 | UPN-PP          | 42,33 | 13          | +   |
| Pampelune 191 576 inscrits (27 conseillers) Total votants: 103 622 Abstention: 50 292 Votes Blancs: 2 137 Votes Nuls: 5 879 | PSN-PSOE        | 16,77 | 5           | +   |
| Pampelune 191 576 inscrits (27 conseillers) Total votants: 103 622 Abstention: 50 292 Votes Blancs: 2 137 Votes Nuls: 5 879 | IUN-NEB         | 10,61 | 3           | =   |
| Pampelune 191 576 inscrits (27 conseillers) Total votants: 103 622 Abstention: 50 292 Votes Blancs: 2 137 Votes Nuls: 5 879 | Aralar/Batzarre | 9,65  | 2           |     |
| Pampelune 191 576 inscrits (27 conseillers) Total votants: 103 622 Abstention: 50 292 Votes Blancs: 2 137 Votes Nuls: 5 879 | PNV/EA          | 7,42  | 2           | -   |
| Pampelune 191 576 inscrits (27 conseillers) Total votants: 103 622 Abstention: 50 292 Votes Blancs: 2 137 Votes Nuls: 5 879 | CDN             | 6,87  | 2           | -   |

MAIRESSE: YOLANDA BARCINA ANGULO (UPN-PP)
UPN gagne 1 conseiller municipal et obtient 13 des 27 conseillers municipaux, étant de nouveau la première force politique. Le PSOE, seconde force, obtient 5 conseillers municipaux, IU 3, PNV/EA 2, Aralar 2 et CDN 2. Un accord entre UPN et CDN donne de nouveau le mandat à la régionaliste Yolanda Barcina (UPN).
La candidature Iruñea Berria a été annulée, étant considérée par les tribunaux qu'elle était en rapport avec Batasuna.
| ELECTIONS 2007 | Parti    | %     | Conseillers |   |
| --- | -------- | ----- | ----------- | - |
| Pampelune 194 894 inscrits (27 conseillers) Total votants: 109 253 Abstention: 42 535 Votes Blancs: 1 081 Votes Nuls: 421 | UPN-PP   | 42,86 | 13          | = |
| Pampelune 194 894 inscrits (27 conseillers) Total votants: 109 253 Abstention: 42 535 Votes Blancs: 1 081 Votes Nuls: 421 | Na-Bai   | 26,26 | 8           | + |
| Pampelune 194 894 inscrits (27 conseillers) Total votants: 109 253 Abstention: 42 535 Votes Blancs: 1 081 Votes Nuls: 421 | PSN-PSOE | 15,23 | 4           | - |
| Pampelune 194 894 inscrits (27 conseillers) Total votants: 109 253 Abstention: 42 535 Votes Blancs: 1 081 Votes Nuls: 421 | ANV      | 6,06  | 2           |   |
| Pampelune 194 894 inscrits (27 conseillers) Total votants: 109 253 Abstention: 42 535 Votes Blancs: 1 081 Votes Nuls: 421 | IUN-NEB  | 3,25  | 0           | - |
| Pampelune 194 894 inscrits (27 conseillers) Total votants: 109 253 Abstention: 42 535 Votes Blancs: 1 081 Votes Nuls: 421 | CDN      | 3,23  | 0           | - |

MAIRESSE: YOLANDA BARCINA ANGULO (UPN-PP)
UPN maintient les 13 conseillers municipaux qu'il avait dans les élections précédentes. Nafarroa Bai (Na-Bai), dans ses premières élections municipales, parvient à être la seconde force dans la mairie, avec 8 conseillers municipaux. PSOE baisse à 4 conseillers municipaux, et le parti historique EAE-ANV (qui est retourné aux urnes en représentation de la gauche abertzale) obtient 2 conseillers municipaux. CDN et IU restent sans représentation dans la mairie. UPN n'obtient pas la majorité absolue et, comme dans ces élections CDN n'a obtenu aucun conseiller municipal, PSN-PSOE était la clé pour constituer dans la mairie de Pampelune une alternative à UPN. Finalement, les socialistes se sont abstenus après que le PSOE ait refusé de soutenir Uxue Barkos (Na-Bai), et a laissé régir l'UPN en minorité. Yolanda Barcina (UPN) sera la femme maire, par troisième fois consécutive.